# 入伍吧！魔法少女
《入伍吧！魔法少女》是謝東霖和綜合口味合作的臺灣漫畫作品，時報文化發行。2017～2020年間在LINE Webtoon連載，人物以臺北市松山區及中華民國海軍陸戰隊各營區為活動主要範圍，充滿中華民國國軍哏與萌系要素。

## 故事簡介
故事描述在臺灣這個「不分男女，人人都要服役」的地方，天真膽小的女主角雷小綾成為「國家魔法少女」直到退伍的心路歷程。

### 新訓篇（上）
在臺灣，男人必須當一年兵，女人則是要當一年的魔法少女！天真冒失的雷小綾，居然抽中號稱最嚴苛的雷系魔法少女。營區裡的世界與外面天差地遠，顛覆各種常識的服役生活更是讓人哭笑不得。面對五花八門的魔法與雞飛狗跳的夥伴，究竟雷小綾能不能平安熬過新訓呢？

### 新訓篇（下）
歷經了新訓中最難以適應的前兩週時光，小綾交到了朋友，卻也不捨地與朋友告別。如今終於迎來得以喘息的短暫懇親假，雷小綾將如何度過入伍後的第一次假期呢？假期過後，新訓將進入更嚴苛的磨練！另外還有失控的使魔、亂入的魔法生物，雷系魔法少女的驚奇之旅，現在還只是序幕而已！

### 部隊篇（上）
雷小綾通過最嚴苛的雷系魔法少女新訓後，正式進入部隊生涯，剛到部就遇到處處刁難的學姊、看起來只會躲事的連長，完全不知情的她，不小心被捲入了升職與派系鬥爭中……幸好，有同袍的義氣相挺，還有在海軍陸戰隊服役的阿遠挺身保護，好不容易，雷小綾的魔法少女生活才漸入佳境。雷小綾有可能順利成為老鳥擺老爽退嗎？

### 部隊篇（下）
資深魔法少女雷媽和雷小綾聯手擊退年獸，不但被媒體大肆報導，還接受總統暨國家魔法少女三軍統帥的表揚！就在此時，佈局已久的圖爾克星大軍準備大舉入侵臺灣，在營區、政府機構都佈下埋伏，使用防禦魔法結界封印臺灣的戰力，僅剩下雷小綾所在的55旅營區還有一線生機，史上最大規模的魔法戰爭終章即將展開！

## 登場角色

### 主角群
雷小綾
染藍色頭髮，天真冒失，本作主角；亦於綜合口味及謝東霖的其他漫畫作品串場過。
王儀君
染綠色頭髮，天才少女，非常照顧雷小綾。
莊思嘉
退役魔法少女，雷小綾的媽媽，參與過第三次世界魔法大戰。
劉辰遠
海軍陸戰隊，與雷小綾有千絲萬縷的關係。

### 雷系北營新訓中心
王一美
士官長，國家魔法少女廣告代言人，參與過第三次世界魔法大戰；亦於星期六的情話電視招募廣告中串場過。
劉玉琇
下士教育班長，單身。
邱虹珍
上尉連長，幼時經歷過第三次世界魔法大戰。

### 其他角色
貓貓蟲咖波
同樣於LINE Webtoon連載的貓貓蟲咖波，於體檢篇串場怪蟲料理。
大軒
作者之一綜合口味的大軒，於染髮篇串場，並於星期六的情話中有連動劇情。
小莓
作者之一綜合口味的小莓，於染髮篇串場，並於星期六的情話中有連動劇情。
摳摳
作者之一綜合口味的另一部作品摳摳子的綜合口味主角，於全篇串場咖啡店及服飾等商品。
樂芙公主
作者之一謝東霖的另一部作品公主的詛咒及公主的戰爭女主角，於中秋節篇串場。
夏卡王子
作者之一謝東霖的另一部作品公主的詛咒及公主的戰爭男主角，於中秋節篇串場。

## 名詞用語
- 國家魔法少女
  - 在臺灣，男孩要服兵役，女孩則是……要當一年的魔法少女！

- 雷系魔法少女
  - 國家魔法少女其中一個系，是號稱最操的一個系別，於第三次世界魔法大戰時出盡風頭，以學習和運用雷魔法為主。

- 火系魔法少女
  - 國家魔法少女其中一個系，對雷系魔法少女有強烈競爭意識，以學習和運用火魔法為主。

- 土系魔法少女
  - 僅於介紹系別時出現，尚未於本篇登場。

- 水系魔法少女
  - 僅於介紹系別時出現，尚未於本篇登場。

- 木系魔法少女
  - 僅於介紹系別時出現，尚未於本篇登場。

- 金系魔法少女
  - 僅於介紹系別時出現，尚未於本篇登場。

## 獎項紀錄
- 2020年安古蘭國際漫畫節入圍。
- 2024年原創IP風雲榜入圍。

## 出版書籍
本篇
| 集數 | 副標題       | 發售日期      | EAN / ISBN         |
| ---- | ------------ | ------------- | ------------------ |
| 1    | 新訓篇（上） | 2019年1月29日 | ISBN 9789571376912 |
| 2    | 新訓篇（下） | 2019年1月29日 | ISBN 9789571376929 |
| 3    | 部隊篇（上） | 2020年4月28日 | ISBN 9789571381558 |
| 4    | 部隊篇（下） | 2020年4月28日 | ISBN 9789571381565 |

## 跨界合作及相關活動
- 2020年4月9日，與中華民國國防部合作，推出口罩收納夾。[9]
- 2020年4月24日，與sNug合作，推出「使魔造型除臭襪」。[10]